# Kuna de Wargandí

Comarcans läge i Panama.

Comarcans läge i provinsen.

Comarca Kuna de Wargandí (Comarca de Kuna de Wargandí) är ett av Panamas 5 comarca (område med begränsad autonomi).

## Geografi
Kuna de Wargandí ligger inom Provincia de Darién, comarcan har en yta på cirka 955 km² med cirka 800 invånare. Befolkningstätheten är 1 invånare/km².
Huvudorten är Mortí med cirka 500 invånare.

## Förvaltning
Comarcan förvaltas av en Gobernador (guvernör), ISO 3166-2-koden är "PA-KW", befolkningen utgörs huvudsakligen av ursprungsfolket Kuna-indianerna.
Kuna de Wargandí är inte underdelad i distrito (distrikt) eller corregimientos (division) som övriga provinser i Panama.
Övriga större samhällen är Wala.
Comarcan inrättades den 26 juli 2000 efter delning av provinsen  Darién och därmed det nyaste territoriet inom Panama.